# Miniopterus aelleni
Miniopterus aelleni é uma espécie de morcego da família Miniopteridae. Pode ser encontrada no norte e oeste de Madagascar e na ilha de Anjouan nas Ilhas Comoros.